# Jiří Raška
Jiří Raška, född 4 februari 1941 i Frenštát pod Radhoštěm, död 20 januari 2012 i Nový Jičín, var en tjeckisk backhoppare (som tävlade för dåvarande Tjeckoslovakien) och backhoppningstränare. Han var den första tjeckoslovakiska guldmedaljvinnaren i Olympiska vinterspelen.

## Biografi
Jiří Raška föddes i det då (1939–1945) tyska protektoratet Böhmen-Mähren (med dåtida tyskt språkbruk: Reichsprotektorat Böhmen und Mähren; tjeckiska; Protektorát Čechy a Morava). Hans far dog av leukemi då Jiří var 9 år gammal. Genom sin farbror och kusin (som båda var aktiva backhoppare) blev han intresserad av backhoppning själv. Han spelade också fotboll och handboll. Som ung backhoppare tränades han av backhoppstränaren Zdeněk Remsa.

## Karriär
Jiří Raška var med i Olympiska vinterspelen 1964 i Innsbruck som reserv. I VM i nordisk skidsport 1966 i Oslo tog han två fjärdeplatser, men blev olympisk mästare i lilla backen (före österrikarna Reinhold Bachler och Baldur Preiml) och silvermedaljör i stora backen (efter Vladimir Belusov från Sovjetunionen) vid OS i Grenoble 1968. 
I VM i Vysoké Tatry 1970 tog han silver i stora backen (13,7 poäng efter vinnaren i normalbacken såväl som stora backen, Garij Napalkov från Sovjetunionen). 
Raška vann tysk-österrikiska backhopparveckan 1970/1971 och blev tvåa 1967/1968 och 1968/1969. Han satte världsrekord i skidflygning 21 mars 1969 i Planica (156 meter). Rekordet blev slaget dagen därpå av norrmannen Bjørn Wirkola (160 meter), men Jiří Raška återtog rekordet lite senare samma dag (164 meter). Den 23 mars utökade Manfred Wolf världsrekordet till 165 meter.
År 1972 arrangerades de första världsmästerskapen i skidflygning i skidflygningsbacken Letalnica i Planica i dåvarande Jugoslavien. Raška tog bronsmedaljen, med 28,5 poäng efter segraren Walter Steiner från Schweiz.
Under Olympiska spelen 1972 i Sapporo blev Raška nummer 5 i normalbacken och nummer 10 i stora backen.

## Senare karriär
Jiří Raška blev backhoppstränare 1974, men fortsatte sin aktiva idrottskarriär. Han annonserade att han ville avsluta sin aktiva karriär den dagen han blev slagen av en junior. År 1976 blev han slagen av junioren František Novák, och Jiří Raška deltog i sin sista seniortävling 1979. Senare var Raška tränare för båda tjeckiska juniorlandslaget och seniorlandslaget (1994–1996). Han var också ledamot i tjeckiska skidförbundet.

## Utmärkelser
- Han blev av tjeckiska skidförbundet utnämnd till "Århundradets skididrottare i Tjeckien".
- President i Tjeckiska republiken, Václav Klaus, tilldelade honom tjeckiska belöningsmedaljen 28 oktober 2011.

## Övrigt
De tjeckiska backhopparna Jan och Jiří Mazoch är barnbarn till Jiří Raška.